# 加山足球隊
加山足球隊（Caroline Hill FC，簡稱加山）是一支前香港甲組足球聯賽球隊，於1982年降班，2001–02年球季名列丙組(甲)聯賽最後一名，遭到淘汰，只保留香港足球總會贊助會員身份。

## 歷史
加山足球隊於1950年代由一班車房工人創辦，故有「車房班」的外號。於1956–57年獲得丙組聯賽冠軍，升上乙組作賽。1959–60年獲得乙組冠軍，首次升上甲組作賽。
1962年，加山在甲組聯賽排名包尾，宣布降班。1963年獲得乙組聯賽冠軍，立即回升甲組。可惜，1964年在甲組聯賽 12 支球隊排名第 11 名，再次降班。
1968年，加山獲得乙組聯賽亞軍，再次升上甲組。1969年在甲組聯賽 12 支球隊排名第 11 名，再次淪為「升降機」。
1971年，加山獲得乙組聯賽亞軍，成功重返甲組。在班主陳瑤琴入閣支持下，升班首季立即以黑馬姿態獲得甲組聯賽亞軍，亦是加山至今的聯賽最佳成績。1972年6月7日，擁有球王比利壓陣的巴西球會山度士（Santos Futebol Clube）訪港，與加山進行表演賽，南華應加山要求將仇志強借出。當日下午南華在旺角花墟球場與星島作賽，由於當時連接港島與九龍的香港海底隧道尚未通車，為了讓仇志強能及時趕到香港大球場作賽，加山特別安排直昇機接他到大球場。
1972–73年，金禧盃(足總盃前身)決賽，加山擊敗精工，贏得球隊在甲組的首項主要錦標。
1976–77年，加山於總督盃決賽以 3–0 大勝班霸精工，奪得冠軍。球員軒德遜並與胡國雄一同當選最佳攻擊球員獎。
1979–80年，加山再次殺入總督盃決賽，戰至加時才以 1–2 不敵南華，屈居亞軍，門將廖俊輝與右翼鄧劍棟分別當選最佳防守及最佳攻擊球員獎。1980-81年度，加山於總督盃決賽，互射十二碼以 6–7 敗給東方，連續兩年屈居亞軍，惟門將廖俊輝嬋聯最佳防守球員獎。
1981–82年，加山捲入護級漩渦，其中一場護級大戰以 0–0 賽和南華，擁南躉因不滿球隊表現，賽後觸發球迷騷亂。班主陳瑤琴不但斥資向英格蘭著名球會修咸頓借用米奇燦農、史堤夫·威廉士、大衛·岩士唐、麥克·胡禮等多名國腳級球員助陣，其後更入閣另一支甲組球隊海蜂，並增聘外援於聯賽最後一戰與南華上演護級生死戰，惟海蜂仍以 1–4 不敵南華，圍魏救趙計劃宣告失敗。最終，加山僅以一分之差不及南華，在 11 支球隊中名列第 10，宣布護級失敗，與包尾的保濟丸，一同降落乙組。
2001–02年球季，加山名列丙組(甲)聯賽最後一名，遭到淘汰，

## 球隊近況
加山現時為香港足總贊助會員，並設有女子隊，參加香港女子足球聯賽。

## 球會榮譽
| 榮譽          | 次數        | 年度                 |             |             |             |
| 本 土 聯 賽   | 本 土 聯 賽 | 本 土 聯 賽          | 本 土 聯 賽 | 本 土 聯 賽 | 本 土 聯 賽 |
| ------------- | ----------- | -------------------- | ----------- | ----------- | ----------- |
| 甲組聯賽 亞軍 | 1           | 1971–72年            |             |             |             |
| 乙組聯賽 冠軍 | 2           | 1959–60年、1962–63年 |             |             |             |
| 丙組聯賽 冠軍 | 1           | 1956–57年            |             |             |             |
| 本 土 盃 賽   |             |                      |             |             |             |
| 金禧盃 冠軍   | 1           | 1972–73年            |             |             |             |
| 總督盃 冠軍   | 1           | 1976–77年            |             |             |             |

## 著名球員
- 本地： 郭家明、廖俊輝、馬必雄、池一坡、張志德、黎永昌、曾偉忠、鄧劍棟、王福榮
- 外援： 維納普、米奇·燦農、史堤夫·威廉士（英语：Steve Williams (footballer born 1958)）、大衛·岩士唐（英语：David Armstrong (footballer born 1954)）、麥克·胡禮（英语：Mark Wright (footballer born 1963)）、黃金福

## 外部連結
- 香港足球總會（页面存档备份，存于）
- 香港足球總會歷史（页面存档备份，存于）